# Yan Wengang
Yan Wengang (født 1. juli 1997) er en kinesisk skeletonfører.
Han repræsenterede Kina ved Vinter-OL 2022 i Beijing, hvor han tog bronze.